# Plantilles de la Copa d'Àfrica de Nacions 2008
Seleccions participants en la Copa d'Àfrica de Nacions del 2008.

## Grup A

### Ghana
Seleccionador: Claude Le Roy
| Dorsal | Posició | Jugador              | Data de naixement/edat     | Partits | Gols | Club                  |
| ------ | ------- | -------------------- | -------------------------- | ------- | ---- | --------------------- |
| 1      | GK      | Sammy Adjei          | 1 Setembre 1980 (27 anys)  | 34      | 0    | Ashdod                |
| 2      | DF      | Hans Sarpei          | 28 Juny 1976 (31 anys)     | 17      | 0    | Bayer Leverkusen      |
| 3      | FW      | Asamoah Gyan         | 22 Novembre 1985 (22 anys) | 23      | 12   | Udinese               |
| 4      | MF      | John Paintsil        | 15 Juny 1981 (26 anys)     | 33      | 0    | West Ham United       |
| 5      | DF      | John Mensah          | 29 Novembre 1982 (25 anys) | 44      | 0    | Rennes                |
| 6      | MF      | Anthony Annan        | 21 Juliol 1986 (21 anys)   | 6       | 0    | Start                 |
| 7      | MF      | Laryea Kingston      | 7 Novembre 1980 (27 anys)  | 19      | 4    | Hearts                |
| 8      | MF      | Michael Essien       | 3 Desembre 1982 (25 anys)  | 31      | 5    | Chelsea               |
| 9      | FW      | Junior Agogo         | 1 Agost 1979 (28 anys)     | 9       | 4    | Nottingham Forest     |
| 10     | FW      | Kwadwo Asamoah       | 12 Setembre 1988 (19 anys) | 0       | 0    | Liberty Professionals |
| 11     | MF      | Sulley Muntari       | 27 Agost 1984 (23 anys)    | 31      | 8    | Portsmouth            |
| 12     | FW      | André Ayew           | 17 Desembre 1989 (18 anys) | 5       | 0    | Marseille             |
| 13     | FW      | Baffour Gyan         | 2 Juliol 1980 (27 anys)    | 28      | 5    | Saturn Ramenskoye     |
| 14     | MF      | Bennard Yao Kumordzi | 21 Març 1985 (22 anys)     | 3       | 1    | Panionios             |
| 15     | MF      | Ahmed Barusso        | 26 Desembre 1984 (23 anys) | 4       | 1    | Roma                  |
| 16     | GK      | Abdul Fatawu Dauda   | 6 Abril 1985 (22 anys)     | 0       | 0    | Ashanti Gold          |
| 17     | DF      | Nana Akwasi Asare    | 11 Juliol 1986 (21 anys)   | 2       | 0    | KV Mechelen           |
| 18     | DF      | Eric Addo            | 12 Novembre 1978 (29 anys) | 17      | 0    | PSV                   |
| 19     | DF      | Illiasu Shilla       | 26 Octubre 1982 (25 anys)  | 13      | 0    | Saturn Ramenskoye     |
| 20     | FW      | Quincy Owusu-Abeyie  | 15 Abril 1986 (21 anys)    | 0       | 0    | Celta Vigo            |
| 21     | DF      | Harrison Afful       | 24 Juny 1986 (21 anys)     | 0       | 0    | Asante Kotoko         |
| 22     | GK      | Richard Kingson (c)  | 13 Juny 1978 (29 anys)     | 47      | 0    | Birmingham City       |
| 23     | MF      | Haminu Dramani       | 1 Abril 1986 (21 anys)     | 17      | 2    | Lokomotiv Moscow      |

### Guinea
Seleccionador: Robert Nouzaret
| Dorsal | Posició | Jugador               | Data de naixement/edat     | Partits | Gols | Club            |
| ------ | ------- | --------------------- | -------------------------- | ------- | ---- | --------------- |
| 1      | GK      | Naby Diarso           | 31 Desembre 1976 (31 anys) |         |      | Satellite       |
| 2      | MF      | Pascal Feindouno (c)  | 27 Febrer 1981 (26 anys)   |         |      | Saint-Étienne   |
| 3      | DF      | Ibrahima Camara       | 1 Gener 1985 (23 anys)     |         |      | Le Mans         |
| 4      | MF      | Mohamed Cisse         | 10 Febrer 1982 (25 anys)   |         |      | Bursaspor       |
| 5      | DF      | Bobo Baldé            | 5 Octubre 1975 (32 anys)   |         |      | Celtic          |
| 6      | DF      | Kamil Zayatte         | 7 Març 1985 (22 anys)      |         |      | Young Boys      |
| 7      | FW      | Fodé Mansaré          | 3 Setembre 1981 (26 anys)  |         |      | Toulouse        |
| 8      | MF      | Kanfory Sylla         | 7 Juliol 1980 (27 anys)    |         |      | Sivasspor       |
| 9      | FW      | Victor Correia        | 12 Gener 1985 (23 anys)    |         |      | Cherbourg       |
| 10     | FW      | Ismaël Bangoura       | 2 Gener 1985 (23 anys)     |         |      | Dynamo Kyiv     |
| 11     | FW      | Souleymane Youla      | 29 Novembre 1981 (26 anys) |         |      | Lille           |
| 12     | DF      | Alsény Camara         | 4 Novembre 1986 (21 anys)  |         |      | Rodez           |
| 13     | MF      | Mohamed Sakho         | 5 Agost 1988 (19 anys)     |         |      | Étoile du Sahel |
| 14     | MF      | Naby Soumah           | 22 Abril 1988 (19 anys)    |         |      | Sfaxien         |
| 15     | DF      | Oumar Kalabane        | 8 Abril 1981 (26 anys)     |         |      | Manisaspor      |
| 16     | GK      | Kémoko Camara         | 5 Abril 1975 (32 anys)     |         |      | Sense club      |
| 17     | DF      | Mamadou Alimou Diallo | 2 Desembre 1984 (23 anys)  |         |      | Sivasspor       |
| 18     | MF      | Samuel Johnson        | 25 Gener 1984 (23 anys)    |         |      | Ismaily         |
| 19     | FW      | Karamoko Cisse        | 14 Novembre 1988 (19 anys) |         |      | Hellas Verona   |
| 20     | DF      | Habib Jean Balde      | 8 Febrer 1985 (22 anys)    |         |      | Reims           |
| 21     | DF      | Daouda Jabi           | 10 Abril 1981 (26 anys)    |         |      | Trabzonspor     |
| 22     | GK      | Naby Yattara          | 12 Gener 1984 (24 anys)    |         |      | Couillet        |
| 23     | DF      | Mamadou Bah           | 25 Abril 1988 (19 anys)    |         |      | Strasbourg      |

### Marroc
Seleccionador: Henri Michel
| Dorsal | Posició | Jugador                 | Data de naixement/edat     | Partits | Gols | Club                  |
| ------ | ------- | ----------------------- | -------------------------- | ------- | ---- | --------------------- |
| 1      | GK      | Nadir Lamyaghri         | 13 Febrer 1976 (31 anys)   |         |      | Wydad Casablanca      |
| 2      | DF      | Mickaël Chrétien Basser | 10 Juliol 1984 (23 anys)   |         |      | Nancy                 |
| 3      | DF      | Hicham Mahdoufi         | 5 Agost 1984 (23 anys)     |         |      | Metalist Kharkiv      |
| 4      | MF      | Abdeslam Ouaddou        | 1 Novembre 1978 (29 anys)  |         |      | Valenciennes          |
| 5      | DF      | Talal El Karkouri       | 8 Juliol 1976 (31 anys)    |         |      | Qatar SC              |
| 6      | DF      | Amin Erbati             | 3 Setembre 1981 (26 anys)  |         |      | Dhafra                |
| 7      | MF      | Soufiane Alloudi        | 1 Juliol 1983 (24 anys)    |         |      | Al-Ain                |
| 8      | MF      | Abdelkarim Kissi        | 5 Maig 1980 (27 anys)      |         |      | Enosis Neon Paralimni |
| 9      | FW      | Bouchaib El Moubarki    | 12 Gener 1978 (30 anys)    |         |      | Grenoble              |
| 10     | MF      | Tarik Sektioui          | 13 Maig 1977 (30 anys)     |         |      | Porto                 |
| 11     | FW      | Moncef Zerka            | 31 Agost 1981 (26 anys)    |         |      | Nancy                 |
| 12     | GK      | Khalid Fouhami          | 15 Desembre 1972 (35 anys) |         |      | Raja Casablanca       |
| 13     | MF      | Houssine Kharja         | 9 Novembre 1982 (25 anys)  |         |      | Piacenza              |
| 14     | DF      | Abdessamad Chahiri      | 17 Maig 1982 (25 anys)     |         |      | Difaa El Jadida       |
| 15     | MF      | Youssef Safri (c)       | 3 Gener 1977 (31 anys)     |         |      | Southampton           |
| 16     | FW      | Youssef Mokhtari        | 5 Març 1979 (28 anys)      |         |      | Al-Rayyan             |
| 17     | FW      | Marouane Chamakh        | 10 Gener 1984 (24 anys)    |         |      | Girondins de Bordeaux |
| 18     | MF      | Abderrahman Kabous      | 24 Abril 1983 (24 anys)    |         |      | CSKA Sofia            |
| 19     | DF      | Jamal Alioui            | 6 Febrer 1982 (25 anys)    |         |      | Sion                  |
| 20     | FW      | Youssouf Hadji          | 3 Juny 1980 (27 anys)      |         |      | Nancy                 |
| 21     | MF      | Badr El Kaddouri        | 31 Gener 1981 (26 anys)    |         |      | Dynamo Kyiv           |
| 22     | GK      | Abdelillah Bagui        | 17 Febrer 1978 (29 anys)   |         |      | Maghreb Fez           |
| 23     | FW      | Hicham Aboucherouane    | 2 Abril 1981 (26 anys)     |         |      | Espérance de Tunis    |

### Namíbia
Seleccionador: Arie Schans
| Dorsal | Posició | Jugador               | Data de naixement/edat     | Partits | Gols | Club               |
| ------ | ------- | --------------------- | -------------------------- | ------- | ---- | ------------------ |
| 1      | GK      | Athiel Mbaha          | 5 Desembre 1976 (31 anys)  |         |      | Orlando Pirates    |
| 2      | DF      | Jeremiah Baisako      | 13 Juliol 1980 (27 anys)   |         |      | Free State Stars   |
| 3      | DF      | Hartman Toromba       | 2 Novembre 1984 (23 anys)  |         |      | Black Leopards     |
| 4      | DF      | Maleagi Ngarizemo     | 20 Juny 1979 (28 anys)     |         |      | FC Cape Town       |
| 5      | DF      | Richard Gariseb       | 3 Febrer 1980 (27 anys)    |         |      | Wits University    |
| 6      | DF      | Franklin April        | 18 Abril 1984 (23 anys)    |         |      | Civics             |
| 7      | MF      | Collin Benjamin       | 3 Agost 1978 (29 anys)     |         |      | Hamburger SV       |
| 8      | MF      | Oliver Risser (c)     | 17 Setembre 1980 (27 anys) |         |      | Hannover 96 II     |
| 9      | FW      | Levis Swartbooi       | 18 Març 1984 (23 anys)     |         |      | Primeiro de Agosto |
| 10     | MF      | Abraham Shatimuene    | 2 Abril 1986 (21 anys)     |         |      | Primeiro de Agosto |
| 11     | MF      | Sydney Plaatjies      | 25 Novembre 1981 (26 anys) |         |      | Jomo Cosmos        |
| 12     | FW      | Muna Katupose         | 22 Febrer 1988 (19 anys)   |         |      | Oshakati City      |
| 13     | DF      | Michael Pienaar       | 10 Octubre 1982 (25 anys)  |         |      | Free State Stars   |
| 14     | MF      | Brian Brendell        | 7 Setembre 1986 (21 anys)  |         |      | Civics             |
| 15     | FW      | Rudolph Bester        | 19 Juliol 1983 (24 anys)   |         |      | Eleven Arrows      |
| 16     | GK      | Abisai Shiningayamwe  | 3 Agost 1978 (29 anys)     |         |      | Jomo Cosmos        |
| 17     | MF      | Quinton Jacobs        | 21 Gener 1979 (28 anys)    |         |      | Bryne              |
| 18     | DF      | Gottlieb Nakuta       | 8 Maig 1988 (19 anys)      |         |      | Blue Waters        |
| 19     | FW      | Lazarus Kaimbi        | 12 Agost 1988 (19 anys)    |         |      | Jomo Cosmos        |
| 20     | FW      | Pineas Jacob          | 29 Octubre 1985 (22 anys)  |         |      | Free State Stars   |
| 21     | MF      | Wycliff Kambonde      | 10 Gener 1988 (20 anys)    |         |      | Jomo Cosmos        |
| 22     | MF      | Jamuovandu Ngatjizeko | 28 Desembre 1984 (23 anys) |         |      | Civics             |
| 23     | GK      | Ephraim Tjihonge      | 23 Maig 1986 (21 anys)     |         |      | Black Leopards     |

## Grup B

### Benín
Seleccionador: Reinhard Fabisch
| Dorsal | Posició | Jugador            | Data de naixement/edat     | Partits | Gols | Club                |
| ------ | ------- | ------------------ | -------------------------- | ------- | ---- | ------------------- |
| 1      | GK      | Rachad Chitou      | 18 Setembre 1976 (31 anys) |         |      | Wikki Tourists      |
| 2      | MF      | Djiman Koukou      | 14 Novembre 1980 (27 anys) |         |      | Soleil FC           |
| 3      | DF      | Khaled Adénon      | 28 Juliol 1985 (22 anys)   |         |      | Le Mans             |
| 4      | DF      | Bio Ai Traore      | 9 Juny 1985 (22 anys)      |         |      | Panthères FC        |
| 5      | DF      | Damien Chrysostome | 24 Maig 1982 (25 anys)     |         |      | Casale              |
| 6      | MF      | Jonas Okétola      | 27 Agost 1983 (24 anys)    |         |      | Thanda Royal Zulu   |
| 7      | MF      | Romauld Boco       | 8 Juliol 1985 (22 anys)    |         |      | Accrington Stanley  |
| 8      | FW      | Razak Omotoyossi   | 8 Octubre 1985 (22 anys)   |         |      | Helsingborg         |
| 9      | FW      | Abou Maiga         | 20 Setembre 1985 (22 anys) |         |      | Créteil             |
| 10     | FW      | Oumar Tchomogo     | 7 Gener 1978 (30 anys)     |         |      | Portimonense        |
| 11     | MF      | Oscar Olou         | 16 Novembre 1987 (20 anys) |         |      | Rouen               |
| 12     | DF      | Achille Rouga      | 10 Juny 1987 (20 anys)     |         |      | Rennes              |
| 13     | DF      | Noël Séka          | 3 Setembre 1984 (23 anys)  |         |      | FC Fyn              |
| 14     | DF      | Alain Gaspoz       | 16 Maig 1970 (37 anys)     |         |      | FC Bagnes           |
| 15     | DF      | Anicet Adjamonsi   | 15 Març 1984 (23 anys)     |         |      | Créteil             |
| 16     | GK      | Yoann Djidonou     | 17 Maig 1986 (21 anys)     |         |      | Red Star Saint-Ouen |
| 17     | MF      | Stéphane Sessègnon | 1 Juny 1984 (23 anys)      |         |      | Le Mans             |
| 18     | DF      | Séïdath Tchomogo   | 13 Agost 1985 (22 anys)    |         |      | East Riffa Club     |
| 19     | MF      | Jocelyn Ahouéya    | 19 Desembre 1985 (22 anys) |         |      | Sion                |
| 20     | FW      | Wassiou Oladipikpo | 17 Desembre 1983 (24 anys) |         |      | JS Kabylie          |
| 21     | MF      | Sosthène Soglo     | 3 Juliol 1986 (21 anys)    |         |      | Energie FC          |
| 22     | GK      | Valere Amoussou    | 13 Març 1987 (20 anys)     |         |      | Mogas 90 FC         |
| 23     | FW      | Abdoulaye Ouzerou  | 24 Octubre 1985 (22 anys)  |         |      | Buffles FC          |

### Costa d'Ivori
Seleccionador: Gérard Gili
| Dorsal | Posició | Jugador           | Data de naixement/edat     | Partits | Gols | Club                     |
| ------ | ------- | ----------------- | -------------------------- | ------- | ---- | ------------------------ |
| 1      | GK      | Boubacar Barry    | 30 Desembre 1979 (28 anys) |         |      | Lokeren                  |
| 2      | DF      | Constant Djapka   | 17 Octubre 1986 (21 anys)  |         |      | Pandurii Târgu Jiu       |
| 3      | DF      | Arthur Boka       | 2 Abril 1983 (24 anys)     |         |      | VfB Stuttgart            |
| 4      | DF      | Kolo Touré        | 19 Març 1981 (26 anys)     |         |      | Arsenal                  |
| 5      | MF      | Didier Zokora     | 14 Desembre 1980 (27 anys) |         |      | Tottenham Hotspur        |
| 6      | DF      | Steve Gohouri     | 8 Febrer 1981 (26 anys)    |         |      | Borussia Mönchengladbach |
| 7      | MF      | Emerse Faé        | 24 Gener 1984 (23 anys)    |         |      | Reading                  |
| 8      | FW      | Salomon Kalou     | 15 Agost 1985 (22 anys)    |         |      | Chelsea                  |
| 9      | FW      | Arouna Koné       | 11 Novembre 1983 (24 anys) |         |      | Sevilla                  |
| 10     | FW      | Gervinho          | 27 Maig 1987 (20 anys)     |         |      | Le Mans                  |
| 11     | FW      | Didier Drogba (c) | 11 Març 1978 (29 anys)     |         |      | Chelsea                  |
| 12     | DF      | Abdoulaye Méïté   | 6 Octubre 1980 (27 anys)   |         |      | Bolton Wanderers         |
| 13     | MF      | Romaric           | 4 Juny 1983 (24 anys)      |         |      | Le Mans                  |
| 14     | FW      | Bakari Koné       | 17 Setembre 1981 (26 anys) |         |      | Nice                     |
| 15     | FW      | Aruna Dindane     | 26 Novembre 1980 (27 anys) |         |      | Lens                     |
| 16     | GK      | Stephan Loboué    | 23 Agost 1981 (26 anys)    |         |      | Greuther Fürth           |
| 17     | MF      | Siaka Tiéné       | 22 Febrer 1982 (25 anys)   |         |      | Saint-Étienne            |
| 18     | FW      | Kader Keïta       | 6 Agost 1981 (26 anys)     |         |      | Lyon                     |
| 19     | MF      | Yaya Touré        | 13 Maig 1983 (24 anys)     |         |      | Barcelona                |
| 20     | FW      | Boubacar Sanogo   | 12 Desembre 1982 (25 anys) |         |      | Werder Bremen            |
| 21     | DF      | Emmanuel Eboué    | 4 Juny 1983 (24 anys)      |         |      | Arsenal                  |
| 22     | DF      | Marc Zoro         | 27 Desembre 1983 (24 anys) |         |      | Benfica                  |
| 23     | GK      | Tiassé Koné       | 17 Octubre 1987 (20 anys)  |         |      | Spartak Nalchik          |

### Mali
Seleccionador: Jean-François Jodar
| Dorsal | Posició | Jugador               | Data de naixement/edat     | Partits | Gols | Club             |
| ------ | ------- | --------------------- | -------------------------- | ------- | ---- | ---------------- |
| 1      | GK      | Mahamadou Sidibé      | 8 Octubre 1978 (29 anys)   |         |      | PAS Giannina     |
| 2      | DF      | Boubacar Koné         | 21 Agost 1984 (23 anys)    |         |      | Maghreb Fez      |
| 3      | DF      | Adama Tamboura        | 18 Maig 1985 (22 anys)     |         |      | Helsingborgs IF  |
| 4      | DF      | Adama Coulibaly       | 10 Setembre 1980 (27 anys) |         |      | Lens             |
| 5      | DF      | Souleymane Diamoutene | 30 Gener 1983 (24 anys)    |         |      | Lecce            |
| 6      | MF      | Mahamadou Diarra (c)  | 18 Maig 1981 (26 anys)     |         |      | Reial Madrid     |
| 7      | FW      | Mamady Sidibé         | 18 Desembre 1979 (28 anys) |         |      | Stoke City       |
| 8      | MF      | Bassala Touré         | 21 Febrer 1976 (31 anys)   |         |      | Levadiakos       |
| 9      | MF      | Amadou Sidibé         | 19 Febrer 1986 (21 anys)   |         |      | Djoliba AC       |
| 10     | FW      | Dramane Traoré        | 17 Juny 1982 (25 anys)     |         |      | Lokomotiv Moscow |
| 11     | MF      | Djibril Sidibé        | 23 Març 1982 (25 anys)     |         |      | Châteauroux      |
| 12     | MF      | Seydou Keita          | 16 Gener 1980 (28 anys)    |         |      | Sevilla          |
| 13     | FW      | Mamadou Diallo        | 17 Abril 1982 (25 anys)    |         |      | Qatar SC         |
| 14     | MF      | Drissa Diakité        | 18 Febrer 1985 (22 anys)   |         |      | Nice             |
| 15     | DF      | Cédric Kanté          | 6 Juliol 1979 (28 anys)    |         |      | Nice             |
| 16     | GK      | Soumaila Diakite      | 25 Agost 1984 (23 anys)    |         |      | Stade Malien     |
| 17     | DF      | Sammy Traoré          | 25 Febrer 1976 (31 anys)   |         |      | Auxerre          |
| 18     | MF      | Souleymane Dembélé    | 3 Setembre 1984 (23 anys)  |         |      | Djoliba AC       |
| 19     | FW      | Frédéric Kanouté      | 2 Setembre 1977 (30 anys)  |         |      | Sevilla          |
| 20     | MF      | Mohamed Sissoko       | 27 Gener 1985 (22 anys)    |         |      | Liverpool        |
| 21     | FW      | Mahamadou Dissa       | 18 Maig 1979 (28 anys)     |         |      | Roeselare        |
| 22     | GK      | Oumar Sissoko         | 13 Setembre 1987 (20 anys) |         |      | Metz             |
| 23     | DF      | Moussa Coulibaly      | 19 Maig 1981 (26 anys)     |         |      | MC Algiers       |

### Nigèria
Seleccionador: Berti Vogts
| Dorsal | Posició | Jugador           | Data de naixement/edat     | Partits | Gols | Club                    |
| ------ | ------- | ----------------- | -------------------------- | ------- | ---- | ----------------------- |
| 1      | GK      | Vincent Enyeama   | 29 Agost 1982 (25 anys)    |         |      | Hapoel Tel Aviv         |
| 2      | DF      | Joseph Yobo       | 6 Setembre 1980 (27 anys)  |         |      | Everton                 |
| 3      | DF      | Taye Taiwo        | 16 Abril 1985 (22 anys)    |         |      | Marseille               |
| 4      | FW      | Nwankwo Kanu (c)  | 1 Agost 1976 (31 anys)     |         |      | Portsmouth              |
| 5      | DF      | Obinna Nwaneri    | 18 Març 1982 (25 anys)     |         |      | Sion                    |
| 6      | DF      | Danny Shittu      | 2 Setembre 1980 (27 anys)  |         |      | Watford                 |
| 7      | FW      | John Utaka        | 8 Gener 1982 (26 anys)     |         |      | Portsmouth              |
| 8      | FW      | Yakubu            | 22 Novembre 1982 (25 anys) |         |      | Everton                 |
| 9      | FW      | Obafemi Martins   | 28 Octubre 1984 (23 anys)  |         |      | Newcastle United        |
| 10     | MF      | John Obi Mikel    | 22 Abril 1987 (20 anys)    |         |      | Chelsea                 |
| 11     | FW      | Peter Odemwingie  | 15 Juliol 1981 (26 anys)   |         |      | Lokomotiv Moscow        |
| 12     | GK      | Austin Ejide      | 8 Abril 1984 (23 anys)     |         |      | Bastia                  |
| 13     | DF      | Rabiu Afolabi     | 18 Abril 1980 (27 anys)    |         |      | Sochaux                 |
| 14     | MF      | Seyi Olofinjana   | 12 Juny 1980 (27 anys)     |         |      | Wolverhampton Wanderers |
| 15     | FW      | Ikechukwu Uche    | 5 Gener 1984 (24 anys)     |         |      | Getafe                  |
| 16     | MF      | Dickson Etuhu     | 8 Juny 1982 (25 anys)      |         |      | Sunderland              |
| 17     | FW      | Stephen Makinwa   | 26 Juliol 1983 (24 anys)   |         |      | Lazio                   |
| 18     | FW      | Victor Obinna     | 25 Març 1987 (20 anys)     |         |      | Chievo                  |
| 19     | DF      | Ifeanyi Emeghara  | 24 Març 1984 (23 anys)     |         |      | Steaua București        |
| 20     | MF      | Onyekachi Okonkwo | 13 Maig 1982 (25 anys)     |         |      | Zürich                  |
| 21     | MF      | Richard Eromoigbe | 26 Juny 1984 (23 anys)     |         |      | Levski Sofia            |
| 22     | DF      | Onyekachi Apam    | 30 Desembre 1985 (22 anys) |         |      | Nice                    |
| 23     | GK      | Dele Aiyenugba    | 20 Novembre 1983 (24 anys) |         |      | Bnei Yehuda             |

## Grup C

### Camerun
Seleccionador: Otto Pfister
| Dorsal | Posició | Jugador                | Data de naixement/edat     | Partits | Gols | Club             |
| ------ | ------- | ---------------------- | -------------------------- | ------- | ---- | ---------------- |
| 1      | GK      | Carlos Kameni          | 18 Febrer 1984 (23 anys)   |         |      | Espanyol         |
| 2      | DF      | Gilles Binya           | 29 Agost 1984 (23 anys)    |         |      | Benfica          |
| 3      | DF      | Bill Tchato            | 14 Maig 1975 (32 anys)     |         |      | Qatar SC         |
| 4      | DF      | Rigobert Song (c)      | 1 Juliol 1976 (31 anys)    |         |      | Galatasaray      |
| 5      | DF      | Timothée Atouba        | 17 Febrer 1982 (25 anys)   |         |      | Hamburger SV     |
| 6      | DF      | Benoît Angbwa          | 1 Gener 1982 (26 anys)     |         |      | Krylya Sovetov   |
| 7      | MF      | Modeste M'bami         | 9 Octubre 1982 (25 anys)   |         |      | Marseille        |
| 8      | MF      | Geremi                 | 20 Desembre 1978 (29 anys) |         |      | Newcastle United |
| 9      | FW      | Samuel Eto'o           | 10 Març 1981 (26 anys)     |         |      | Barcelona        |
| 10     | MF      | Achille Emaná          | 5 Juny 1982 (25 anys)      |         |      | Toulouse         |
| 11     | MF      | Jean Makoun            | 29 Maig 1983 (24 anys)     |         |      | Lille            |
| 12     | MF      | Alain N'Kong           | 6 Abril 1979 (28 anys)     |         |      | Atlante          |
| 13     | MF      | Landry N'Guémo         | 28 Novembre 1985 (22 anys) |         |      | Nancy            |
| 14     | MF      | Joël Epalle            | 20 Febrer 1978 (29 anys)   |         |      | VfL Bochum       |
| 15     | MF      | Alex Song              | 9 Setembre 1987 (20 anys)  |         |      | Arsenal          |
| 16     | GK      | Souleymanou Hamidou    | 22 Novembre 1973 (34 anys) |         |      | Denizlispor      |
| 17     | FW      | Mohamadou Idrissou     | 8 Març 1980 (27 anys)      |         |      | MSV Duisburg     |
| 18     | FW      | Bertin Tomou           | 8 Agost 1978 (29 anys)     |         |      | Mouscron         |
| 19     | MF      | Stéphane Mbia          | 20 Maig 1986 (21 anys)     |         |      | Rennes           |
| 20     | DF      | Paul Essola            | 13 Desembre 1981 (26 anys) |         |      | Bastia           |
| 21     | FW      | Joseph-Désiré Job      | 1 Desembre 1977 (30 anys)  |         |      | Nice             |
| 22     | GK      | Janvier Charles Mbarga | 27 Setembre 1985 (22 anys) |         |      | Canon Yaoundé    |
| 23     | DF      | André Bikey            | 8 Gener 1985 (23 anys)     |         |      | Reading          |

### Egipte
Seleccionador: Hassan Shehata
| Dorsal | Posició | Jugador              | Data de naixement/edat     | Partits | Gols | Club          |
| ------ | ------- | -------------------- | -------------------------- | ------- | ---- | ------------- |
| 1      | GK      | Essam El-Hadary      | 15 Gener 1973 (35 anys)    |         |      | Al Ahly       |
| 2      | DF      | Mahmoud Fathallah    | 13 Febrer 1982 (25 anys)   |         |      | Al-Zamalek    |
| 3      | MF      | Ahmed Elmohamady     | 9 Setembre 1987 (20 anys)  |         |      | ENPPI         |
| 4      | MF      | Ibrahim Said         | 16 Octubre 1979 (28 anys)  |         |      | Ankaragücü    |
| 5      | DF      | Shady Mohamed        | 29 Novembre 1977 (30 anys) |         |      | Al Ahly       |
| 6      | DF      | Hany Said            | 22 Abril 1980 (27 anys)    |         |      | Ismaily       |
| 7      | MF      | Ahmed Fathy          | 10 Novembre 1984 (23 anys) |         |      | Al Ahly       |
| 8      | MF      | Hosny                | 1 Novembre 1984 (23 anys)  |         |      | Ismaily       |
| 9      | FW      | Mohamed Zidan        | 11 Desembre 1981 (26 anys) |         |      | Hamburger SV  |
| 10     | FW      | Emad Moteab          | 20 Febrer 1983 (24 anys)   |         |      | Al Ahly       |
| 11     | MF      | Mohamed Shawky       | 5 Octubre 1981 (26 anys)   |         |      | Middlesbrough |
| 12     | MF      | Omar Gamal           | 16 Setembre 1982 (25 anys) |         |      | Ismaily       |
| 13     | DF      | Tarek El-Sayed       | 9 Octubre 1978 (29 anys)   |         |      | Al-Zamalek    |
| 14     | DF      | Sayed Moawad         | 25 Febrer 1979 (28 anys)   |         |      | Ismaily       |
| 15     | MF      | Ahmed Shaaban        | 10 Octubre 1978 (29 anys)  |         |      | Petrojet      |
| 16     | GK      | Mohamed Abdel Monsef | 6 Febrer 1977 (30 anys)    |         |      | Al-Zamalek    |
| 17     | MF      | Ahmed Hassan (c)     | 2 Maig 1975 (32 anys)      |         |      | Anderlecht    |
| 18     | FW      | Mohamed Fadl         | 21 Juliol 1981 (26 anys)   |         |      | Ismaily       |
| 19     | FW      | Amr Zaki             | 1 Abril 1983 (24 anys)     |         |      | Al-Zamalek    |
| 20     | DF      | Wael Gomaa           | 3 Agost 1975 (32 anys)     |         |      | Al-Siliya     |
| 21     | DF      | Hassan Mostafa       | 20 Novembre 1979 (28 anys) |         |      | Al-Wehda      |
| 22     | MF      | Mohamed Aboutrika    | 7 Novembre 1978 (29 anys)  |         |      | Al Ahly       |
| 23     | GK      | Mohamed Sobhy        | 30 Agost 1981 (26 anys)    |         |      | Ismaily       |

### Sudan
Seleccionador:  Mohamed Abdallah
| Dorsal | Posició | Jugador                    | Data de naixement/edat     | Partits | Gols | Club                     |
| ------ | ------- | -------------------------- | -------------------------- | ------- | ---- | ------------------------ |
| 1      | GK      | Akram El Hadi Salim        | 27 Febrer 1987 (20 anys)   |         |      | Al-Merrikh SC            |
| 2      | DF      | Omer Mohamed Bakhit        | 24 Novembre 1984 (23 anys) |         |      | Al-Hilal Club            |
| 3      | DF      | Mousa El Tayeb             | 15 Juny 1984 (23 anys)     |         |      | Al-Merrikh SC            |
| 4      | DF      | Mohammed Ali El Khider     | 1 Gener 1985 (23 anys)     |         |      | Al-Merrikh SC            |
| 5      | MF      | Ala'a Eldin Yousif         | 3 Gener 1982 (26 anys)     |         |      | Al-Hilal Club            |
| 6      | DF      | Richard Justin Lado        | 5 Octubre 1979 (28 anys)   |         |      | Al-Hilal Club            |
| 7      | MF      | Alaa Eldin Jibril          | 7 Desembre 1978 (29 anys)  |         |      | Al-Hilal Club            |
| 8      | MF      | Haitham Mustafa            | 19 Juliol 1977 (30 anys)   |         |      | Al-Hilal Club            |
| 9      | MF      | Hamouda Bashir             | 3 Gener 1984 (24 anys)     |         |      | Al-Hilal Club            |
| 10     | FW      | Haytham Tambal             | 28 Novembre 1978 (29 anys) |         |      | Al-Merrikh SC            |
| 11     | FW      | Alaa Eldin Babiker         | 16 Desembre 1984 (23 anys) |         |      | Al-Merrikh SC            |
| 12     | MF      | Bader Eldin Abdalla Galag  | 1 Abril 1981 (26 anys)     |         |      | Al-Merrikh SC            |
| 13     | MF      | Muhannad El Tahir          | 3 Desembre 1982 (25 anys)  |         |      | Al-Hilal Club            |
| 14     | MF      | Mujahid Ahmed              | 14 Agost 1981 (26 anys)    |         |      | Al-Merrikh SC            |
| 15     | DF      | Amir Damar Koku            | 8 Desembre 1979 (28 anys)  |         |      | Al-Merrikh SC            |
| 16     | GK      | El Muez Mahgoub            | 14 Agost 1978 (29 anys)    |         |      | Al-Hilal Club            |
| 17     | FW      | Faisal Agab                | 24 Agost 1978 (29 anys)    |         |      | Al-Merrikh SC            |
| 18     | DF      | Khalid Hassan Ali "Jolit"  | 3 Gener 1981 (27 anys)     |         |      | Al-Hilal Club            |
| 19     | DF      | Ahmed El-Basha             | 2 Gener 1982 (26 anys)     |         |      | Al-Merrikh SC            |
| 20     | FW      | Abdelhamid Amari           | 20 Agost 1984 (23 anys)    |         |      | Al-Merrikh SC            |
| 21     | GK      | Bahaeddine Rihan           | 1 Gener 1979 (29 anys)     |         |      | Al Neel SC (Al-Hasahisa) |
| 22     | MF      | Saif Eldin Ali Idris Farah | 27 Octubre 1984 (23 anys)  |         |      | Al-Hilal Club            |
| 23     | MF      | Hassan Ishag "Korongo"     | 28 Febrer 1985 (22 anys)   |         |      | Al-Hilal Club            |

### Zàmbia
Seleccionador: Patrick Phiri
| Dorsal | Posició | Jugador          | Data de naixement/edat     | Partits | Gols | Club                 |
| ------ | ------- | ---------------- | -------------------------- | ------- | ---- | -------------------- |
| 1      | GK      | Mike Poto        | 15 Gener 1981 (27 anys)    |         |      | Green Buffaloes      |
| 2      | FW      | Jacob Mulenga    | 12 Febrer 1984 (23 anys)   |         |      | Strasbourg           |
| 3      | DF      | Kennedy Nketani  | 25 Novembre 1984 (23 anys) |         |      | Zanaco               |
| 4      | DF      | Joseph Musonda   | 30 Maig 1977 (30 anys)     |         |      | Golden Arrows        |
| 5      | DF      | Hichani Himoonde | 15 Juny 1985 (22 anys)     |         |      | Lusaka Dynamos       |
| 6      | MF      | Francis Kasonde  | 28 Desembre 1979 (28 anys) |         |      | Power Dynamos        |
| 7      | MF      | Clifford Mulenga | 5 Agost 1987 (20 anys)     |         |      | Maccabi Petach Tikva |
| 8      | MF      | Isaac Chansa     | 23 Març 1984 (23 anys)     |         |      | Helsingborgs IF      |
| 9      | FW      | Felix Sunzu      | 2 Maig 1989 (18 anys)      |         |      | Konkola Blades       |
| 10     | MF      | Ian Bakala       | 1 Novembre 1980 (27 anys)  |         |      | Primeiro de Agosto   |
| 11     | FW      | Chris Katongo    | 31 Agost 1982 (25 anys)    |         |      | Brøndby              |
| 12     | FW      | Dube Phiri       | 16 Gener 1983 (25 anys)    |         |      | Primeiro de Agosto   |
| 13     | DF      | Willy Chinyama   | 19 Abril 1984 (23 anys)    |         |      | ZESCO United         |
| 14     | FW      | Emmanuel Mayuka  | 21 Novembre 1990 (17 anys) |         |      | Kabwe Warriors       |
| 15     | DF      | Kampamba Chintu  | 28 Desembre 1980 (27 anys) |         |      | Free State Stars     |
| 16     | GK      | Kennedy Mweene   | 11 Desembre 1984 (23 anys) |         |      | Free State Stars     |
| 17     | MF      | Rainford Kalaba  | 14 Agost 1986 (21 anys)    |         |      | ZESCO United         |
| 18     | DF      | Billy Mwanza     | 21 Gener 1983 (24 anys)    |         |      | Golden Arrows        |
| 19     | DF      | Clive Hachilensa | 17 Setembre 1979 (28 anys) |         |      | ZESCO United         |
| 20     | MF      | Felix Katongo    | 18 Abril 1984 (23 anys)    |         |      | Petro Atlético       |
| 21     | FW      | James Chamanga   | 2 Febrer 1980 (27 anys)    |         |      | Moroka Swallows      |
| 22     | GK      | Kalililo Kakonje | 1 Juny 1985 (22 anys)      |         |      | AmaZulu              |
| 23     | MF      | William Njovu    | 27 Abril 1987 (20 anys)    |         |      | Lusaka Dynamos       |

## Grup D

### Angola
Seleccionador: Luís Oliveira Gonçalves
| Dorsal | Posició | Jugador              | Data de naixement/edat     | Partits | Gols | Club               |
| ------ | ------- | -------------------- | -------------------------- | ------- | ---- | ------------------ |
| 1      | GK      | Lamá                 | 1 Febrer 1981 (26 anys)    | 9       |      | Petro Atlético     |
| 2      | DF      | Marco Airosa         | 6 Agost 1984 (23 anys)     | 2       |      | Fátima             |
| 3      | DF      | Jamba                | 10 Juliol 1977 (30 anys)   | 38      |      | ASA                |
| 4      | DF      | Manuel Machado       | 24 Desembre 1985 (22 anys) |         |      | Anadia             |
| 5      | DF      | Kali                 | 11 Octubre 1978 (29 anys)  | 25      |      | Sion               |
| 6      | DF      | Yamba Asha           | 31 Juliol 1978 (29 anys)   | 49      |      | Petro Atlético     |
| 7      | MF      | Paulo Figueiredo (c) | 28 Novembre 1972 (35 anys) | 28      |      | Öster              |
| 8      | MF      | André Macanga        | 4 Maig 1978 (29 anys)      | 35      |      | Al-Kuwait          |
| 9      | FW      | Mateus               | 19 Juny 1984 (23 anys)     | 7       |      | Boavista           |
| 10     | MF      | Maurito              | 24 Juny 1981 (26 anys)     | 16      |      | Al-Kuwait          |
| 11     | MF      | Gilberto             | 21 Juliol 1982 (25 anys)   |         |      | Al Ahly            |
| 12     | GK      | Nuno                 | 5 Abril 1983 (24 anys)     |         |      | ASA                |
| 13     | MF      | Edson                | 2 Març 1980 (27 anys)      | 8       |      | Paços de Ferreira  |
| 14     | MF      | António Mendonça     | 9 Octubre 1982 (25 anys)   | 37      |      | Belenenses         |
| 15     | DF      | Rui Marques          | 3 Setembre 1977 (30 anys)  | 3       |      | Leeds United       |
| 16     | FW      | Flávio               | 30 Desembre 1979 (28 anys) | 47      |      | Al Ahly            |
| 17     | MF      | Zé Kalanga           | 12 Octubre 1983 (24 anys)  | 26      |      | Boavista           |
| 18     | FW      | Love                 | 14 Març 1979 (28 anys)     | 36      |      | Primeiro de Agosto |
| 19     | MF      | Dedé                 | 4 Juliol 1981 (26 anys)    |         |      | Paços de Ferreira  |
| 20     | DF      | Locó                 | 25 Desembre 1984 (23 anys) | 14      |      | Primeiro de Agosto |
| 21     | DF      | Delgado              | 1 Novembre 1979 (28 anys)  | 20      |      | Metz               |
| 22     | GK      | Mário                | 1 Juny 1985 (22 anys)      | 1       |      | Interclube         |
| 23     | FW      | Manucho              | 7 Març 1983 (24 anys)      | 10      |      | Petro Atlético     |

### Senegal
Seleccionador: Lamine N'Diaye
| Dorsal | Posició | Jugador              | Data de naixement/edat     | Partits | Gols | Club                 |
| ------ | ------- | -------------------- | -------------------------- | ------- | ---- | -------------------- |
| 1      | GK      | Tony Sylva           | 17 Maig 1975 (32 anys)     |         |      | Lille                |
| 2      | DF      | Ibrahima Sonko       | 22 Gener 1981 (26 anys)    |         |      | Reading              |
| 3      | MF      | Guirane N'Daw        | 24 Abril 1984 (23 anys)    |         |      | Sochaux              |
| 4      | DF      | Mohamed Sarr         | 23 Desembre 1983 (24 anys) |         |      | Standard Liège       |
| 5      | DF      | Souleymane Diawara   | 24 Desembre 1978 (29 anys) |         |      | Bordeaux             |
| 6      | DF      | Ibrahima Faye        | 22 Octubre 1979 (28 anys)  |         |      | Troyes               |
| 7      | FW      | Henri Camara         | 10 Maig 1977 (30 anys)     |         |      | West Ham United      |
| 8      | FW      | Mamadou Niang        | 13 Octubre 1983 (24 anys)  |         |      | Marseille            |
| 9      | FW      | Babacar Gueye        | 2 Març 1986 (21 anys)      |         |      | Metz                 |
| 10     | MF      | Ousmane N'Doye       | 21 Març 1978 (29 anys)     |         |      | Académica de Coimbra |
| 11     | FW      | El Hadji Diouf (c)   | 15 Gener 1981 (27 anys)    |         |      | Bolton Wanderers     |
| 12     | DF      | Moustapha Bayal Sall | 30 Novembre 1985 (22 anys) |         |      | Saint-Étienne        |
| 13     | DF      | Lamine Diatta        | 2 Juliol 1975 (32 anys)    |         |      | Beşiktaş             |
| 14     | MF      | Papa Waigo           | 20 Gener 1984 (24 anys)    |         |      | Genoa                |
| 15     | MF      | Diomansy Kamara      | 8 Novembre 1980 (27 anys)  |         |      | Fulham               |
| 16     | GK      | Cheick N'Diaye       | 15 Febrer 1985 (22 anys)   |         |      | Créteil              |
| 17     | FW      | Modou Sougou         | 18 Desembre 1984 (23 anys) |         |      | União de Leiria      |
| 18     | MF      | Frédéric Mendy       | 6 Novembre 1981 (26 anys)  |         |      | Bastia               |
| 19     | MF      | Papa Bouba Diop      | 28 Gener 1980 (27 anys)    |         |      | Portsmouth           |
| 20     | MF      | Abdoulaye Faye       | 26 Febrer 1978 (29 anys)   |         |      | Newcastle United     |
| 21     | DF      | Habib Beye           | 19 Octubre 1977 (30 anys)  |         |      | Newcastle United     |
| 22     | DF      | Papa Malick Ba       | 11 Novembre 1980 (27 anys) |         |      | Basel                |
| 23     | GK      | Bouna Coundoul       | 4 Març 1982 (25 anys)      |         |      | Colorado Rapids      |

### Sud-àfrica
Seleccionador: Carlos Alberto Parreira
| Dorsal | Posició | Jugador             | Data de naixement/edat     | Partits | Gols | Club                |
| ------ | ------- | ------------------- | -------------------------- | ------- | ---- | ------------------- |
| 1      | GK      | Rowen Fernández     | 28 Febrer 1978 (29 anys)   |         |      | Arminia Bielefeld   |
| 2      | DF      | Bevan Fransman      | 31 Octubre 1983 (24 anys)  |         |      | Moroka Swallows     |
| 3      | DF      | Tsepo Masilela      | 5 Maig 1985 (22 anys)      |         |      | Maccabi Haifa       |
| 4      | MF      | Aaron Mokoena       | 25 Novembre 1980 (27 anys) |         |      | Blackburn Rovers    |
| 5      | DF      | Nasief Morris       | 16 Abril 1981 (26 anys)    |         |      | Panathinaikos       |
| 6      | MF      | Lance Davids        | 11 Abril 1985 (22 anys)    |         |      | Djurgårdens IF      |
| 7      | DF      | Tumelo Nhlapo       | 20 Gener 1988 (20 anys)    |         |      | Bloemfontein Celtic |
| 8      | MF      | Siphiwe Tshabalala  | 25 Setembre 1984 (23 anys) |         |      | Kaizer Chiefs       |
| 9      | MF      | Surprise Moriri     | 20 Març 1980 (27 anys)     |         |      | Mamelodi Sundowns   |
| 10     | MF      | Steven Pienaar      | 17 Març 1982 (25 anys)     |         |      | Everton             |
| 11     | MF      | Elrio van Heerden   | 11 Juliol 1983 (24 anys)   |         |      | Club Brugge         |
| 12     | MF      | Teko Modise         | 22 Desembre 1982 (25 anys) |         |      | Orlando Pirates     |
| 13     | DF      | Benson Mhlongo      | 9 Novembre 1980 (27 anys)  |         |      | Mamelodi Sundowns   |
| 14     | MF      | Lerato Chabangu     | 15 Agost 1985 (22 anys)    |         |      | Mamelodi Sundowns   |
| 15     | FW      | Sibusiso Zuma       | 23 Juny 1975 (32 anys)     |         |      | Arminia Bielefeld   |
| 16     | GK      | Moeneeb Josephs     | 19 Maig 1980 (27 anys)     |         |      | Bidvest Wits        |
| 17     | FW      | Katlego Mphela      | 29 Novembre 1984 (23 anys) |         |      | Supersport United   |
| 18     | FW      | Excellent Walaza    | 8 Abril 1987 (20 anys)     |         |      | Orlando Pirates     |
| 19     | DF      | Bryce Moon          | 6 Abril 1986 (21 anys)     |         |      | Ajax Cape Town      |
| 20     | DF      | Brett Evans         | 8 Març 1982 (25 anys)      |         |      | Ajax Cape Town      |
| 21     | FW      | Thembinkosi Fanteni | 2 Febrer 1984 (23 anys)    |         |      | Maccabi Haifa       |
| 22     | MF      | Kagiso Dikgacoi     | 24 Novembre 1984 (23 anys) |         |      | Golden Arrows       |
| 23     | GK      | Itumeleng Khune     | 20 Juny 1987 (20 anys)     |         |      | Kaizer Chiefs       |

### Tunísia
Seleccionador: Roger Lemerre
| Dorsal | Posició | Jugador                      | Data de naixement/edat     | Partits | Gols | Club               |
| ------ | ------- | ---------------------------- | -------------------------- | ------- | ---- | ------------------ |
| 1      | GK      | Hamdi Kasraoui               | 18 Gener 1983 (25 anys)    |         |      | Espérance de Tunis |
| 2      | DF      | Saïf Ghezal                  | 30 Juny 1981 (26 anys)     |         |      | Young Boys         |
| 3      | DF      | Karim Haggui                 | 20 Gener 1984 (24 anys)    |         |      | Bayer Leverkusen   |
| 4      | DF      | Wisam El-Abdy                | 4 Febrer 1979 (28 anys)    |         |      | Al-Zamalek         |
| 5      | DF      | Wissam El Bekri              | 16 Juny 1984 (23 anys)     |         |      | Espérance de Tunis |
| 6      | DF      | Radhouène Felhi              | 28 Març 1984 (23 anys)     |         |      | Étoile du Sahel    |
| 7      | MF      | Chaouki Ben Saada            | 1 Juliol 1984 (23 anys)    |         |      | Bastia             |
| 8      | MF      | Mehdi Nafti                  | 28 Novembre 1978 (29 anys) |         |      | Birmingham City    |
| 9      | FW      | Yassine Chikhaoui            | 22 Setembre 1986 (21 anys) |         |      | Zürich             |
| 10     | MF      | Kamel Zaïem                  | 25 Maig 1983 (24 anys)     |         |      | Espérance de Tunis |
| 11     | FW      | Francileudo Silva dos Santos | 20 Març 1979 (28 anys)     |         |      | Toulouse           |
| 12     | MF      | Jaouhar Mnari                | 8 Novembre 1976 (31 anys)  |         |      | 1. FC Nürnberg     |
| 13     | DF      | Saber Ben Frej               | 3 Juliol 1979 (28 anys)    |         |      | Étoile du Sahel    |
| 14     | MF      | Chaker Zouaghi               | 10 Gener 1985 (23 anys)    |         |      | Lokomotiv Moscow   |
| 15     | DF      | Radhi Jaïdi                  | 30 Agost 1975 (32 anys)    |         |      | Birmingham City    |
| 16     | GK      | Aymen Mathlouthi             | 14 Setembre 1984 (23 anys) |         |      | Étoile du Sahel    |
| 17     | FW      | Issam Jomaa                  | 28 Gener 1984 (23 anys)    |         |      | Caen               |
| 18     | DF      | Yassin Mikari                | 9 Gener 1983 (25 anys)     |         |      | Grasshoppers       |
| 19     | DF      | Mehdi Meriah                 | 5 Juny 1979 (28 anys)      |         |      | Étoile du Sahel    |
| 20     | FW      | Mehdi Ben Dhifallah          | 6 Maig 1983 (24 anys)      |         |      | Étoile du Sahel    |
| 21     | MF      | Mejdi Traoui                 | 13 Desembre 1983 (24 anys) |         |      | Étoile du Sahel    |
| 22     | GK      | Adel Nefzi                   | 16 Març 1974 (33 anys)     |         |      | Club Africain      |
| 23     | FW      | Mohamed Amine Chermiti       | 26 Desembre 1987 (20 anys) |         |      | Étoile du Sahel    |